# Grubber
Nel gioco del rugby, il grubber è un calcio rasoterra con il quale si fa rimbalzare il pallone sul terreno di gioco.
Lo scopo del grubber è quello di superare la linea difensiva avversaria in fase di avanzamento, eseguendo un passaggio palla al piede che risulta difficoltoso da intercettare proprio a causa del caratteristico rimbalzo del pallone ovale. Comunemente viene realizzato in prossimità della linea di meta e può servire sia a lanciare in profondità il giocatore stesso che lo ha effettuato, liberandolo dalla marcatura del diretto avversario, oppure per liberare un altro compagno diretto in meta.
Questo calcio viene effettuato con la parte superiore del piede, o con il collo del piede, e deve essere calibrato in modo da essere in grado di superare la linea difensiva avversaria consentendo al contempo ai giocatori della squadra in attacco la possibilità di inseguire il pallone riguadagnandone il possesso.